# Иван Гърков
Иван Николов Гърков е български опълченец.

## Биография
Роден е в ковачевското село Калище през 1841 година.
През 1876 година взима участие в Сръбско-турската война в четата на Панайот Хитов.
През 1877 година, по времето на Руско-турската война заминава за Плоещ и се записва в българското опълчение. Разпределен е в Четвърта дружина под командването на майор Пьотър Редкин. Участва в боевете при Шипка, Шейново, Стара Загора.
След Освобождението се установява да живее в град Радомир и доживява до 105-годишна възраст.

## Признание
През 1986 година в центъра на село Калище е издигнат Паметник на опълченците с имената на жителите на селото Иван Гърков, Димитър Бачов, Никола Бачов, Стоян Комитски и Тодор Стаменов, участвали като опълченци в освободителното движение и Руско-турската война.
На 3 март 2005 година е открита паметна плоча на къщата му в Радомир. На честванията в града по повод националния празник присъстват почетният гражданин на Радомир поетът Георги Евдокиев и роденият в града журналист Симеон Идакиев.
- Паметник на опълченците, село Калище
- Надписът на паметника отблизо